# Akmal Rizal Ahmad Rakhli
Akmal Rizal bin Ahmad Rakhli, né le 12 décembre 1981 à Jitra (en) en Malaisie, est un footballeur international malaisien qui évolue au poste d'attaquant reconverti entraîneur. 

## Biographie

### Carrière en club
Repéré par Claude Le Roy, ex-sélectionneur de la Malaisie, celui-ci le fait venir au RC Strasbourg dont il est l'entraîneur, en 1999, en compagnie de son compatriote Muhammad Juzaili Samion. Sans apparaître en équipe première, Akmal est prêté au FCSR Haguenau en janvier 2000, dans un premier temps dans l'équipe réserve puis en équipe première qui joue en CFA2. Titularisé en fin de saison, Akmal contribue à la montée du club de CFA2 en CFA. La saison suivante est plus compliquée, et le FCSR Haguenau redescend à l'échelon inférieur.
Lors de sa deuxième saison à Haguenau, Akmal a disputé 22 matches et marqué 11 buts, dont un doublé face à l'US Boulogne.
Non conservé par le RC Strasbourg, et faute de pouvoir retrouver un club en Europe en raison de blessures récurrentes, Akmal retourne alors en Malaisie. 

### Carrière en équipe nationale
Il participe à la Coupe d'Asie 2007 avec la Malaisie.

## Palmarès

### En club
- FCSR Haguenau :
  - Champion de CFA 2 en 2000.

- Kedah FA :
  - Champion de Malaisie de D2 en 2002 et 2006.

- Selangor FA :
  - Finaliste de la Coupe de Malaisie en 2008.
  - Finaliste de la Coupe de la Fédération de Malaisie en 2008.

- Kelantan FA :
  - Vainqueur de la Coupe de Malaisie en 2010.

### En sélection nationale
- Finaliste des Jeux d'Asie du Sud-Est en 2001.

## Statistiques

### Buts en sélection
Le tableau suivant liste les résultats de tous les buts inscrits par Akmal Rizal Ahmad Rakhli avec l'équipe de Malaisie.